# هوراشيو ألين
هوراشيو ألين (بالإنجليزية: Horatio Allen)‏ هو مهندس ومخترِع أمريكي، ولد في 10 مايو 1802 في سكنيكتادي في الولايات المتحدة، وتوفي في 31 ديسمبر 1889 في Montrose, New Jersey ‏ في الولايات المتحدة.